# Euidella gerhardi
Euidella gerhardi är en insektsart som först beskrevs av Metcalf 1923.  Euidella gerhardi ingår i släktet Euidella och familjen sporrstritar. Inga underarter finns listade i Catalogue of Life.